# Intermountain Airlines
Intermountain Airlines, también conocida como Intermountain Aviation e Intermountain Airways, era una compañía aeronáutica de fachada de la CIA.

## Historia
Intermountain era usada en operaciones encubiertas para la CIA en el Sudeste de Asia y donde se necesitara en la época de la Guerra de Vietnam .

### Base de operaciones
La base principal de operaciones de Intermountain estaba en el Marana Army Air Field, cerca de Tucson, Arizona. En 1975 fue comprada por Evergreen International Aviation, una compañía que muchos creen que estaba también conectada con la CIA. Otras aerolíneas de "propiedad"" de la CIA, como Air America y Air Asia, también eran operadas desde Marana durante los años de la Guerra de Vietnam.

## Operaciones

### Operación Coldfeet
La operación más conocida en la que participó Intermountain fue la "Operación Coldfeet", en la cual operativos de inteligencia de la CIA fueron insertados en el ártico para hacer reconocimiento una base soviética en un témpano a la deriva, y luego fueron recuperados usando un Fulton Skyhook, montado en un B-17 Flying Fortress, el cual se puede ver al final del film Thunderball, y que previamente operaba desde la Clark Air Base, en Filipinas, pintado entero de negro para inserciones de agentes de la CIA y otras operaciones no especificadas en el Sudeste de Asia.

### Bahía de Cochinos
Intermountain estuvo involucrada en la entrega de varios A-26 Invader para ser usados por pilotos exiliados cubanos en la fallida Invasión de Bahía de Cochinos.

## Tipo de aviones de su flota
Durante sus años de operación, Intermountain usó muchas clases de aviones, incluyendo el Curtiss C-46 Commando, el de Havilland Canada DHC-6 Twin Otter y el B-17 Flying Fortress.